# Brachyrhaphis
Brachyrhaphis è un genere di pesci d'acqua dolce appartenente alla famiglia Poeciliidae.

## Distribuzione e habitat
Queste specie sono diffuse nelle acque dolci del Centro America.

## Specie
- Brachyrhaphis cascajalensis (Meek y Hildebrand, 1913)
- Brachyrhaphis episcopi (Steindachner, 1878)
- Brachyrhaphis hartwegi (Rosen y Bailey, 1963)
- Brachyrhaphis hessfeldi (Meyer y Etzel, 2001)
- Brachyrhaphis holdridgei (Bussing, 1967)
- Brachyrhaphis olomina (Meek, 1914)
- Brachyrhaphis parismina (Meek, 1912)
- Brachyrhaphis punctifer (Hubbs, 1926)
- Brachyrhaphis rhabdophora (Regan, 1908)
- Brachyrhaphis roseni (Bussing, 1988)
- Brachyrhaphis roswithae (Meyer y Etzel, 1998)
- Brachyrhaphis terrabensis (Regan, 1907)
- Brachyrhaphis umbratilis (Meek, 1912)